# 森ビル
森ビル株式会社（もりビル、英: MORI BUILDING Co., Ltd.）は、東京都港区六本木に本社を置く日本のデベロッパー・総合不動産会社である。
本社は六本木ヒルズ森タワー。港区を拠点としており、港区を中心とした東京都心部に複数の複合商業施設を有する。大型再開発施設であるアークヒルズや六本木ヒルズ、虎ノ門ヒルズ、麻布台ヒルズ、商業施設のラフォーレ原宿や表参道ヒルズなどを運営している。
創業者の森泰吉郎の死後、後継の不和により森トラスト（港区虎ノ門）が森ビルグループから分離・独立した。

## 概要
本社を六本木ヒルズ森タワー（東京都港区）に置き、市街地再開発事業ならびに各種ビルの企画・開発・設計監理・営業・運営管理を主な事業としている。2003年（平成15年）に完成した六本木ヒルズや2006年（平成18年）に完成した表参道ヒルズなどは話題となり、一般にも広く知られる。また、日本国外では中国に進出し、初の海外プロジェクトである森茂大厦を皮切りに上海ワールド・フィナンシャル・センターなどを開発・運営している。
1993年に創業社長・森泰吉郎が死去したのち、次男森稔が社長に就任し、路線対立から三男森章の森トラストをグループから分離するなどして、2012年3月8日に亡くなるまで長らくトップ（会長）を務めた。森稔は、信奉するル・コルビュジエの思想に基づいて、港区を中心とした東京都心部での衣・食・住・文化を一まとめとした職住近接型の総合的な街作りを行っている。森ビルは、密集している低層建築物を高層ビル化と地中化により垂直に集積させ、緑地面積と公開空地を確保する再開発手法をとっており、このようにして生み出した都市を「垂直庭園都市（バーティカルガーデンシティ）」と呼称している。森稔の都市や文化に寄せる強い思いは森ビルの経営に大きく反映されており、かつてのセゾングループを強く意識しているとも指摘されている。
また、市街地再開発に当たっては、自社の社員の手による地上げを行う数少ない不動産会社である（他に住友不動産も自社で地上げする）。

### 沿革
元来、森家の生業は東京・芝の田村町（現在の港区西新橋）で営む米穀店であった。明治期に愛宕下（現在の港区新橋から西新橋にかけての地域）の江戸藩邸跡地に作られた貸家の差配を副業として始め、のちに借地権付建物の買収を進めて不動産賃貸業に進出した。関東大震災で、自宅および貸家のほとんどが焼失したが、以後太平洋戦争終結まで低額な底地を買い進め、2000坪あまりの土地を有していた。
終戦後の1946年、家業を引き継いだ創業者森泰吉郎は、日本の地価が「等比級数的」に高騰することを予想し、預金封鎖の直前に引き出した資金をレーヨンに投資して得た利益などで虎ノ門周辺の土地を買い進めた。その後も、港区を中心に土地の整理やビル建設に取り組み、1955年（昭和30年）に森ビルの前身である森不動産を設立、翌1956年には泰成（現：森トラスト・ホールディングス）を設立して、4月に「西新橋2森ビル」 を竣工した。1957年（昭和32年）11月、「西新橋1森ビル」を完成させ、以後、貸ビル業者として、竣工順に番号を付したナンバー・ビル（第○○森ビル）を新橋周辺に順次建設していった。後年、森泰吉郎は、港区で創業したことが幸運だったと述懐している。
創業者森泰吉郎は経営学者 でもあったことから、アメリカで提唱されたオペレーションズ・リサーチをいち早く取り入れ、案件ごとのプロジェクトチームで縦割り組織の弊害を避けた。また再開発事業では地権者なども組織化することで、意思決定の効率化を図った。また、ビルの維持管理へのコンピュータシステムの導入を1970年代から進め、先駆けてコストダウンを実現した。
大規模再開発による事業は、1986年（昭和61年）に完成した赤坂アークヒルズ（アークヒルズ）が最初で、これによって森ビルのブランドは全国的なものとなった。以後は御殿山ヒルズ（現：御殿山トラストシティ）、城山ヒルズ（現：城山ガーデン）、愛宕山ヒルズ（現：愛宕グリーンヒルズ）、元麻布ヒルズと続いた。さらに、2003年（平成15年）には六本木ヒルズ、2008年（平成20年）には上海環球金融中心といった大型プロジェクトを完成させた。2014年（平成26年）6月には環状第二号線との一体プロジェクトとして、虎ノ門ヒルズを開業した。
なお、創業者は森泰吉郎であるが、実質的な創業者は、泰吉郎が死去した1993年に社長についた次男の森稔ともされる。

### 森トラストの分裂
1993年（平成5年）に創業者、森泰吉郎が死去すると、次男の森稔が森ビル、三男の森章がグループ会社である森ビル開発（現：森トラスト）や森ビル観光（現：森トラストの一部、並びに森トラスト・ホテルズ&リゾーツ）を継いだ。
しかし、父の路線を引き継ぎ安定したグループ経営を目指す稔と、ホテルや不動産取得を主として積極的な投資、開発でグループの拡大を目指す章との溝は深まっていった。1999年（平成11年）に森章率いる企業群は森ビルグループからの離脱が決定、本社の移転や出向社員、役員の引き上げを経て、現在は一切資本関係も無い別会社となっている。さらに、2000年（平成12年）以降は森トラストは開発、管理、保有する物件から「森」や「ヒルズ」の文字を外すことが多くなっている（詳細は「森トラスト#概要」を参照）。

## 歴代社長
| 代 | 氏名     | 在任期間        | 出身校                                 | 備考 |
| -- | -------- | --------------- | -------------------------------------- | ---- |
| 1  | 森泰吉郎 | 1959年 - 1993年 | 東京商科大学（現・一橋大学）           |      |
| 2  | 森稔     | 1993年 - 2011年 | 東京大学教育学部社会教育学科           |      |
| 3  | 辻慎吾   | 2011年 -        | 横浜国立大学大学院工学研究科建築学専攻 |      |

## 主な開発施設・地域

### 日本国内
ヒルズブランド
- アークヒルズ（1986年竣工）
- 愛宕グリーンヒルズ（2001年竣工）
- 元麻布ヒルズ（2002年竣工）
- 六本木ヒルズ（2003年竣工）
- オランダヒルズ（2005年竣工）
- 表参道ヒルズ（2006年竣工）
- アークヒルズ仙石山森タワー（2012年竣工）
- 虎ノ門ヒルズ（2014年開業、最初に建設された森タワーは環状第二号線との一体プロジェクト[11]）
- 麻布台ヒルズ（2023年6月30日竣工、同年11月24日開業）[14]

ナンバービル

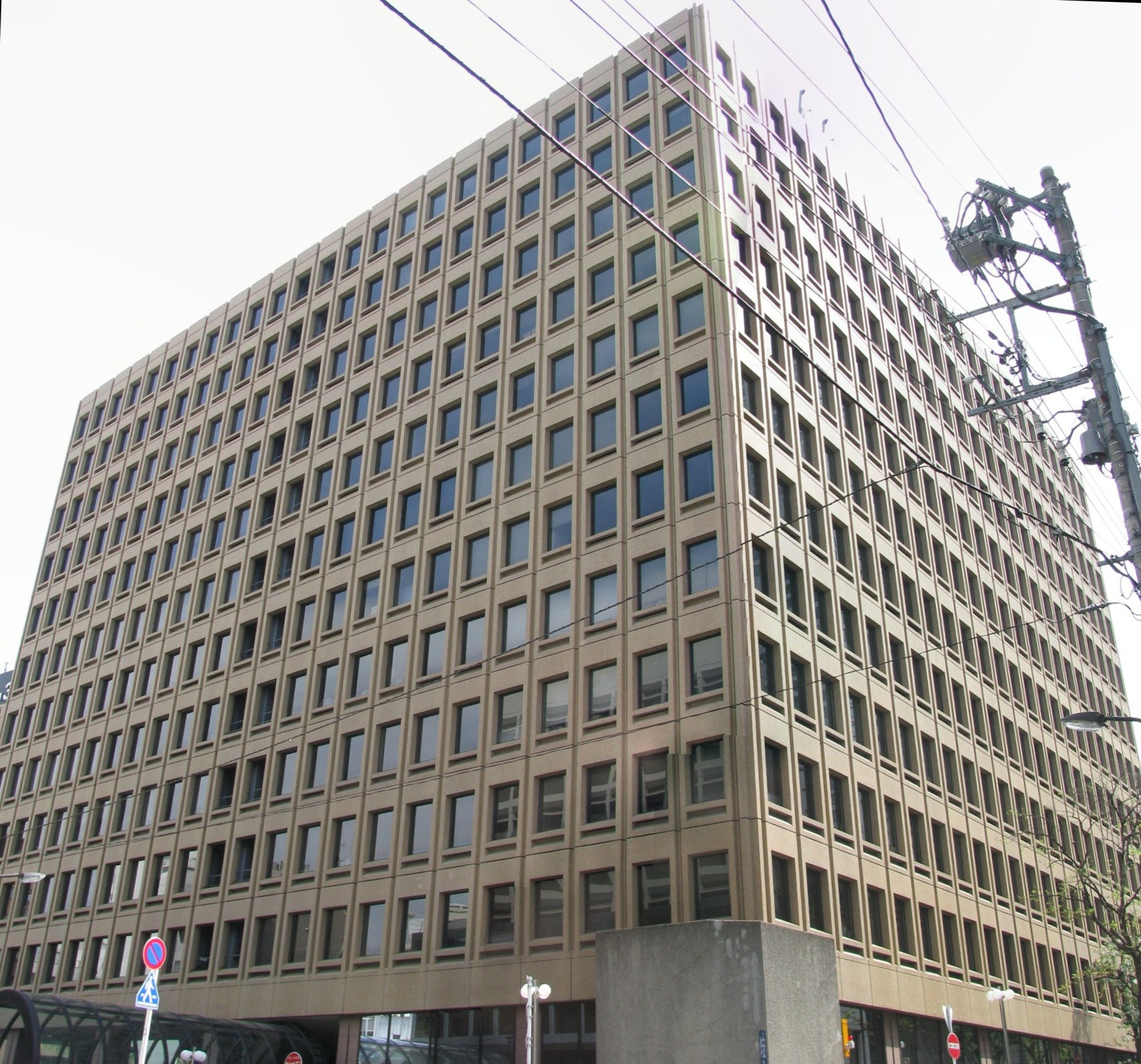
37森ビル

- 西新橋2森ビル（1956年竣工、2017年改装）
- 西新橋二丁目森ビル（実質13森ビル、1966年竣工）
- 弁護士ビル森ビル14
- 虎ノ門15森ビル
- 江戸見坂森ビル（実質24森ビル、1974年竣工）
- 西麻布28森ビル（1975年竣工）
- 虎ノ門30森ビル
- 32芝公園ビル（旧:芝公園32森ビル）
- 虎ノ門33森ビル
- 虎ノ門35森ビル
- 虎ノ門36森ビル
- 虎ノ門37森ビル

その他
- 六本木ヒルズノースタワー（1971年竣工、六本木ヒルズ完成後に買収したもの）
- ラフォーレ原宿（1978年竣工）
- 六本木ファーストビル／六本木ファーストプラザ（1993年竣工）
- 旧ヴィーナスフォート（1999年竣工[注釈 6]、2024年3月より同地に「イマーシブ・フォート東京」が開業）
- 赤坂溜池タワー（2000年竣工）
- 後楽森ビル（2000年竣工）
- プルデンシャルタワー（2002年竣工）
- 赤坂タワーレジデンスTop of the Hill（2008年竣工）
- 平河町森タワー（2009年竣工）
- 永田町山王森ビル（2010年竣工）
- AEL MATSUYAMA（2015年竣工）
- GINZA SIX（2017年竣工）
- 新虎通りCORE（2018年竣工）

解体
- 西新橋1森ビル〈1957年竣工〉（→跡地は2009年に駐車場になり、現在はトヨタレンタカー店舗）
- 西新橋3森ビル〈1959年竣工〉
- 第5森ビル〈1961竣工、2009年改装〉・虎ノ門10森ビル・虎ノ門12森ビル（→跡地に虎ノ門ヒルズビジネスタワー）
- 第6森ビル
- 第7森ビル
- 虎ノ門9森ビル（→跡地に虎ノ門ヒルズレジデンシャルタワー）
- 虎ノ門11森ビル〈1966年竣工〉（→跡地に虎ノ門ヒルズステーションタワー）
- 第16森ビル
- 虎ノ門17森ビル・虎ノ門23森ビル（→跡地に虎ノ門ヒルズ森タワー）
- 18森ビル（→跡地に虎ノ門2丁目タワー）
- 西新橋20森ビル
- 六本木21森ビル・六本木25森ビル（→跡地にアークヒルズサウスタワー）
- 新橋29森ビル〈1975年竣工〉（→跡地に新虎通りCORE）

### 国外
- 森茂大厦（1996年竣工、中国大連市、初の海外プロジェクト[15]）
- 恒生銀行大厦（1998年竣工、中国上海市）
- 上海ワールド・フィナンシャル・センター（2008年竣工、中国上海市）
- JAKARTA MORI TOWER（2022年竣工、インドネシア・ジャカルタ[16]）

## 主な関連企業・団体
- 森ビル流通システム
- ラップネット
- 森ビルホスピタリティコーポレーション
- 森ビル・インベストメントマネジメント - 森ヒルズリート投資法人の資産運用会社
- 森ビル不動産投資顧問
- 森ビルシティエアサービス
- M&Iアート
- 宍戸国際ゴルフ倶楽部
- 森ビルエステートサービス
- ラフォーレエンジニアリング
- イーヒルズ
- プライムステージ
- ラフォーレ原宿
- 森ビル都市企画
- 六本木エネルギーサービス
- 森ビル・チームラボ有限責任事業組合 - 森ビル デジタルアート ミュージアム:エプソン チームラボボーダレスの運営団体

## エリア放送
森ビルはホワイトスペース特区の認定を受け、六本木ヒルズ周辺で実験試験局による実証実験を実施 した。
エリア放送の制度化後は地上一般放送局の免許を取得、地上一般放送事業者としてフルセグおよびワンセグ放送を実施している。
六本木ヒルズ#エリア放送および虎ノ門ヒルズ#エリア放送も参照。

## テレビ番組
- 日経スペシャル ガイアの夜明け トーキョーが危ない 〜動きだした都市再生〜（2002年8月11日、テレビ東京）[19]
- 日経スペシャル カンブリア宮殿（テレビ東京）
  - 「これが10年後の東京だ!」（2007年11月5日）- 森ビル 社長 森稔出演[20]。
  - 常識破りの街づくり! 東京を激変させる森ビル（2024年8月8日）- 森ビル 社長 辻慎吾出演[21]。